# XXXIV Brygada Piechoty
XXXIV Brygada Piechoty (XXXIV BP) – brygada piechoty Armii Wielkopolskiej i Wojska Polskiego II RP.
Jednostka sformowana została w 1919 r. jako II Brygada 3 Dywizji Strzelców Wielkopolskich. Po zjednoczeniu Wojska Wielkopolskiego z armią krajową przemianowana została na XXXIV Brygadę Piechoty 17 Wielkopolskiej Dywizji Piechoty.
W 1921 r. dowództwo XXXIV BP przeformowane zostało w dowództwo piechoty dywizyjnej, a oba pułki podporządkowane zostały bezpośrednio dowódcy 17 DP.

## Dowódcy
- gen. ppor. Leon Billewicz (do 24 VI 1920)
- płk Stanisław Taczak[1]

## Skład
- dowództwo XXXIV Brygada Piechoty
- 11 pułk strzelców wielkopolskich → 69 pułk piechoty wielkopolskiej
- 12 pułk strzelców wielkopolskich → 70 pułk piechoty wielkopolskiej